# Marie Montexier
Marie Montexier ist Kunstschaffende und Techno-DJ, sie produziert unter eigenem Musiklabel Paryìa Records.

## Leben und Wirken
Marie Montexier bekam ihren ersten Gig, nachdem sie gemeinsam mit ihrem damaligen Freund in abgelegenen Wäldern um Köln illegale Raves veranstaltete. Erste Berührungspunkte mit Elektronischer Musik sammelte sie in einem Kölner Jugendzentrum und begann mit 19 Vinyl (mit Schallplatten und Plattenspieler) aufzulegen. Montexier studiert Soziologie in Leipzig.
Montexier gründete zusammen mit Thilda Abena und Luisa alias Aino DJ 2021 das Kollektiv Précey um Kunstschaffende zu unterstützen, die aufgrund der noch immer sehr männerdominierenden Technokultur, wenig gesehen werden und Diskriminierungen ausgesetzt sind. Précey vereint die beiden Wörter „Present“ und „Sarcey“, die an die französische Feministin Michèle Riot-Sarcey erinnern sollen.
Neben ihrem Label Paryìa Records, unter dem Montexier seit 2021 produziert, startete sie im Januar 2022 die gleichnamige Radioshow Paryìa FM beim Sender HÖR Berlin. Ihrer Radiosendung und ihr Label nutzt Marie Montexier um über ihr wichtige Themen wie Diversität im Musikbusiness zu sprechen und unterrepräsentierte, noch nicht bekannte, Kunstschaffende zu unterstützen. In einem Interview beschreibt sie dieses ihr wichtiges Themenfeld: „Awareness, Rave, Safe Space - es gibt keine Safe Spaces, wenn dann nur Safer Spaces. Und wenn Clubstrukturen von Leuten getragen werden, die selbst übergriffig und sexistisch sind, ist das heuchlerisch.“
Marie Montexier gilt als international bekannte DJ und Produzentin, die in ihren Sets oft nischige, experimentelle, weirde Sounds auflegt. Sie legte als Resident beim Berliner Veranstalter-Kollektiv Warning auf und ist eine der Protagonistinnen der ARD Doku-Serie Call me DJ!, die über das Leben weiblicher DJs in einer männlich dominierten Musikbranche erzählen.

## Diskografie (Auswahl)
- 2021: Resonance World
- 2022: Upperberry
- 2022: DIM